# Källarmästare
Källarmästare (tyska: Kellermeister) är en person som förestår eller driver en restaurang. Ursprungligen var det titeln för den person som var ansvarig för en vinkällare. Detta syftar i de flesta fall på den som är ansvarig för vinutbudet på en restaurang, framförallt en större eller bättre restaurang. Beteckningar av typen chefssommelier kan också förekomma på denna roll. 
Det förekommer att begreppet även används på en person som är ansvarig för inomhusdelen av vinframställningen på en vingård. Det har dock successivt blivit vanligare att kalla sådana personer för vinmakare.
Historiskt var källarmästare samma sak som vindragare det vill säga en person som drev såväl handel med viner som utskänkning av desamma. "Källarna" utvecklade sig under 1700-talets senare del till restauranger. Källarmästare är från 1800-talet den vanligaste benämningen på den som driver en restaurang.